# Convocatòria
La convocatòria d'un ambaixador (o d'un cap de missió diplomàtica, o si escau d'un altre agent diplomàtic), és una invitació feta pel ministre de relacions exteriors de l'estat receptor o per altre alt funcionari de la Cancelleria, perquè es presenti a la seu del Ministeri d'Afers Exteriors amb l'objecte de rebre determinada comunicació que li serà transmesa verbalment, o per escrit, o, molt freqüentment, de les dues maneres. La convocatòria és el mitjà més usual de transmetre una nota de protesta.
Freqüentment, el fet de la convocatòria d'un Cap de Missió es fa públic per a posar de manifest la importància que l'estat receptor concedeix a un determinat assumpte. (Cf. Crida a consultes)
Dins d'una hipotètica escala, la gradació d'un episodi de tensió entre dos estats que mantenen relacions diplomàtiques seria (de menys a més) la següent: tramesa d'una nota de protesta; convocatòria de l'ambaixador (pel Ministeri d'Afers Exteriors davant el qual es troba acreditat, sovint per fer-li entrega personalment d'una nota de protesta); crida a consultes de l'ambaixador; suspensió de relacions diplomàtiques i, finalment, trencament de relacions diplomàtiques. Per part dels mitjans de comunicació és força freqüent (tot i que erroni) confondre la convocatòria d'un ambaixador amb la crida a consultes.